# ランディ・スピアーズ
ランディ・スピアーズ（Randy Spears、イリノイ州カンカキー出身、1961年6月18日 - ）は、アメリカ合衆国のポルノ男優。数多くの作品に出演した著名なポルノスターである。また10本を越えるポルノ映画の監督も務めている。

## 人物
スピアーズは1987年にポルノ女優オナ・ジーの紹介でポルノ映画界に入った。初めて主役をはったのは刑事ハンク・スミスを演じた1988年リリースの『The Case of the Sensuous Sinners』だった。1990年にはハイアペイシャ・リーと共演した『バーバラを探して (The Masseuse)』の演技でAVN最優秀主演男優賞を獲得した。また題名の通り『スタートレック』のポルノ版パロディである、大ヒットシリーズ『セックストレック』においてジム・クワーク (Jim Quirk) 船長（ジム・カーク (Jim Kirk)のもじりである）を演じた。
元ポルノ女優のエイジア・キャレラは、現役時代にスピアーズから個人的にサービスを受ける契約を結びたいと、よく語っていた。スピアーズは「熟女」ヴィッキー・ヴェットとも共演している。ポルノ女優のサマンサ・ストロングとは短期間スクリーン上以外でも個人的に交際していた。
2006年にはスピアーズは徐々に監督や、その他裏方の仕事に移行している。彼は大手ポルノ製作会社ウィックド・ピクチャーズの契約下にある。

### 私生活
スピアーズは1990年10月6日にポルノ業界の同僚であったダニエル・ロジャースと結婚した。2人の間には子供も2人生まれたが1999年に離婚。2005年10月29日にポルノ女優でPLAYBOY誌のモデル、デミ・デリアと結婚。デリアとの間にも2人の子供がいる。

## 受賞
- 1991年 AVN 最優秀主演男優（映画） - 『バーバラを探して (The Masseuse)』
- 1994年 AVN 最優秀助演男優（ビデオ） - 『Haunted Nights』[1]
- 2000年 AVN 最優秀主演男優（ビデオ） - 『Double Feature』[1]
- 2001年 AVN 最優秀アナルセックスシーン（映画） - 『不完全なる結婚 (Façade)』（イナリ・ヴァックスと）[1]
- 2001年 AVN 最優秀助演男優（映画） - 『Watchers』[1]
- 2002年 AVN殿堂入り
- 2003年 XRCO殿堂入り
- 2003年 AVN 最優秀助演男優（ビデオ） - 『Hercules』[1]
- 2004年 XRCO 最優秀主演男優 『Space Nuts』[2]
- 2004年 AVN 最優秀主演男優（映画） - 『Heart of Darkness'』[1]
- 2004年 AVN 最優秀オーラルセックスシーン（映画） - 『Heart of Darkness'』（サンライズ・アダムスと）[1]
- 2004年 AVN 最優秀助演男優（ビデオ） - 『Space Nuts』[1]
- 2005年 AVN 最優秀助演男優（ビデオ） - 『Fluff and Fold』[1]
- 2005年 AVN 最も風変わりなセックスシーン - 『Misty Beethoven: The Musical』（クロエ、アヴァ・ヴィンセントと）[1]
- 2006年 AVN 最優秀主演男優（映画） - 『Eternity』[1]
- 2006年 AVN 最優秀乱交シーン（映画） - 『Darkside』（アリシア・アリガッティ、ペニー・フレーム、ディラン・ローレン、ヒラリー・スコット、ジョン・ウェストと）[1]
- 2006年 AVN 最優秀オーラルセックスシーン（映画） - 『Darkside』（アリシア・アリガッティ、ヒラリー・スコットと）[1]
- 2006年 AVN 最優秀助演男優（映画） - 『Darkside』[1]
- 2007年 AVN 最優秀主演男優（映画） - 『Manhunters』[1]
- 2007年 AVN 最優秀乱交シーン（映画） - 『Fuck』（クリス・キャノン、トミー・ガン、カルメン・ハート、カツニ、エリック・マスターソン、カーステン・プライス、ミア・スマイルズと）[1]
- 2007年 F.A.M.E ファンのお気に入り男優[3]
- 2008年 AVN 最優秀助演男優（映画） - 『Flasher』[4]

## 出演作の一部
- 1988年：『The Case of the Sensuous Sinners』
- 1988年：『アリエル・ナイト/裂けすぎた猥婦 (Portrait of a Nymph)』
- 1989年：『トリー・ウェルズのナイト・トリップス (Night Trips)』
- 1990年：『官能伝説ナイト・トリップス2 (Night Trips 2)』
- 1990年：『バーバラを探して (The Masseuse)』
- 1990年：『スタートリップ (Sex Trek: The Next Penetration)』
- 1991年：『Sex Trek II: The Search for Sperm』
- 1992年：『Sex Trek 3: The Wrath of Bob』
- 1992年：『ラクエル・デーリアン/いんらん治療 (Two Hearts)』
- 1993年：『サヴァンナのSEX! (Savannah Superstar)』
- 1994年：『Haunted Nights』
- 1998年：『ディープ・インサート (As Sweet as They Come)』

- 1999年：『スペース・ヴァンパイアX/恥丘性服 (Sextraterestrials)』
- 2000年：『不完全なる結婚 (Façade)』
- 2000年：『Watchers』
- 2001年：『LAチェーンヒート (Bad Wives 2)』
- 2002年：『Hercules』
- 2003年：『Space Nuts』
- 2003年：『愛欲の金貨(コイン) エクスタシーの奴隷 (Dangerous Passions)』
- 2004年：『Fluff and Fold』
- 2004年：『Misty Beethoven: The Musical』
- 2005年：『Eternity』
- 2005年：『Darkside』
- 2005年：『Young Natural Breasts 8』
- 2005年：『Ethnic City』
- 2006年：『Manhunters』
- 2006年：『スリー・ビューティーズ (AWA)』
- 2006年：『Fuck』
- 2006年：『露出狂 視線で犯して (Flasher)』
- 2007年：『Jenna's Gallery Blue』
- 2007年：『Jenna Loves Diamonds』